# زبان تاهیتیایی
زبان تاهیتیایی (در تاهیتیایی:Reo Mā'ohi یا Reo Tahiti) زبانی بومی است که در جزایر انجمن پلی‌نزی فرانسه بدان سخن‌می‌رانند. این زبان وابسته به زبان‌های پلی‌نزیایی خاوری است و با دیگر زبان‌های بومی‌ای که در پلی‌نزی فرانسه گویشورانی دارد بستگی تنگاتنگی دارد.
این زبان در آغاز زبانی شفاهی بود تا آنکه در سدهٔ نوزدهم میلادی، مبلغان مسیحی سامانه‌ای نگارشی را برای آن تدوین نمودند.